# ギルステイン
『ギルステイン』（GUILSTEIN）は、2002年6月15日に公開されたアニメーション映画。酒井直行が原作を担当した漫画『獣星記 ギルステイン』（月刊サンデーGX）を原案としているが、基本設定以外はキャラクター・ストーリー共に映画オリジナルとなっている。

## ストーリー
西暦2088年。大企業ヤシロ・アコロジーの支配するオリエント地区から脱走を試みた少女サビは、ヤシロ・アコロジーが開発した生物兵器ギルステインに襲われてしまう。しかし、そんなサビを救ったのは同じギルステインのカオスだった。いぶかしむサビに、カオスと行動を共にする「アナグラ」のメンバーが理由を答えた。かつてヤシロ・アコロジーの「カドケウス・プロジェクト」に参加していたカオスは、プロジェクトの阻止を試みた結果、プロジェクトの実験体としてギルステインに改造されてしまったという。獣の心に侵食される恐怖を感じ、心を閉ざしていたカオスは、サビとの出会いをきっかけに徐々に心を開いていく。
数日後。サビは行方不明になっていた父スアド博士が、ヤシロ・アコロジーに捕まっていることを知り単身ヤシロ・アコロジーに乗り込もうとする。「時期尚早」と引き止める「アナグラ」のメンバーたちの中で、カオスはサビと共にヤシロ・アコロジーに乗り込むことを決意し、それに触発された「アナグラ」も武装蜂起を決断する。「アナグラ」の援護を得た二人は、ヤシロ・アコロジーに向かう。同じ頃、ヤシロ・アコロジーの社員でカオスの恋人だったレイメイは、ギルステインの正体がカオスだと知り解毒剤を持ち出そうとするが、カオスを追い落としたリーに射殺される。しかし、レイメイにカドケウス・ウイルスを注入されたリーはギルステインに変貌し、カオスと一騎討ちの末殺される。
カオスはレイメイから渡された解毒剤で人間に戻るが、もう一体のギルステインと対峙するため再びカドケウス・ウイルスを注入しギルステインになるが、ムデムからギルステインがスアド博士だと聞かされ、残り一つとなった解毒剤を使いスアド博士を人間に戻す。スアド博士と共にムデムと対峙したカオスは、ムデムに洗脳されたサビに撃たれてしまう。サビに手を出せずにいたカオスだったが、彼と過ごした時の記憶を思い出したサビが洗脳から解放され、人間の潜在能力に驚愕したムデムはスアド博士に射殺される。同じ頃、「アナグラ」の蜂起によってヤシロ・アコロジーが制圧され、本部ビルが崩壊する。脱出に成功したカオスたちは「アナグラ」のメンバーと合流し、ヤシロ・アコロジーの支配が終わったことを喜び合う。

## 登場人物
カオス・ディスター
ヤシロ・アコロジーの社員。「カドケウス・プロジェクト」の危険性を知り阻止を図るが、親友のリーの裏切りによって逮捕され、ギルステインに改造される。ヤシロ・アコロジーから脱出した後はアナグラのメンバーと共に行動している。
ギルステインに改造されるが、親友に裏切られたショックから人の心を辛うじて保っている。
サビ・スアド
オリエント地区に暮らす少女。父をヤシロ・アコロジーに拉致され、母と妹をギルステインに殺される。そのためギルステインを憎んでおり、同じギルステインのカオスにも憎悪の感情を向けるが、カオスの身の上を知ってからは彼と親しくなる。
ヌー
アナグラのメンバー。勝気な性格をしている。行く場をなくしたサビの世話をし、彼女にカオスの身の上を話す。
イユ
アナグラのメンバー。ハッカーであり、ヤシロ・アコロジーのプログラムにハッキングし情報収集をしている。
オオハシ
アナグラのメンバー。飄々とした態度をとっているが、戦闘では果敢に先陣を切る。
ドネガ
アナグラの長老。30年前まではオリエント政府議長を務めていた。ヤシロ・アコロジーの専横に憤慨してアナグラを組織し、ゲリラ運動を指揮する。
レイメイ・カナン
ヤシロ・アコロジーの社員。カオスの恋人。カドケウス・ウイルスの開発者で、自分の開発したウイルスによって、カオスがギルステインに改造されたことにショックを受けている。
リー・イガラシ
ヤシロ・アコロジーの社員。カオスの親友。出世のためにカオスの反意を密告する。
ムデム
ヤシロ・アコロジーの幹部で、「カドケウス・プロジェクト」の責任者。次期副社長の座が内定している。
冷酷な人物で、裏切った人間や利用価値の無くなった人間に容赦がない。また、自分の研究とその結果にしか関心がなく、社内での地位や国家運営には興味がない。

## 用語
ギルステイン
ヤシロ・アコロジーの開発した生物兵器。カドケウス・ウイルスを注入された人間が突然変異したもの。ギルステインに改造された人間は感情を失い、破壊と殺戮にしか快楽を得られなくなる。ギルステインの被検体には死刑囚などの重犯罪者が選ばれる。
名前は「罪(Guilty)」と「フランケンシュタイン(Frankenstein)」を掛け合わせたもの。
ヤシロ・アコロジー
西暦2088年のオリエント地区を支配する大企業。バイオ産業界ではトップシェアを誇る。
西暦2058年にオリエント政府から行政権を移譲され、以降は政府に代わり企業が国家運営を担当する時代になる。司法権もヤシロ・アコロジーが掌握しており、警察官もヤシロ・アコロジー所属の社員となっている。
カドケウス・プロジェクト
ヤシロ・アコロジーの手掛けるトップシークレット事業。メンバーは倍率500倍の選考を経て選ばれる。
表向きは火星移住のための遺伝子強化実験とされ、実際はギルステインを生み出し兵器として売買することが目的と見られていたが、真相はカドケウス・ウイルスによって人間の感情を奪い取り、感情そのものを商品として売買することだった。
カドケウス・ウイルス
レイメイが開発したウイルス。火星の隕石から発見された未知のウイルスが基となっており、人間に注入すると感情を失わせる効果があるが、その副作用として細胞分裂が活発化し、醜悪なモンスター（ギルステイン）に変貌してしまう。
アナグラ
反ヤシロ・アコロジーを掲げるゲリラ組織。ヤシロ・アコロジーの支配が及ばない地下を拠点としている。
メンバーは全員ヤシロ・アコロジーに何らかの形で恨みを持つ者たちであり、ヤシロ・アコロジーに追われている者は無条件で受け入れる。

## キャスト
- カオス・ディスター - 松本保典
- サビ・スアド - 榎本温子
- レイメイ・カナン - 井上喜久子
- ヌー - 勝生真沙子
- シーナ - 佐久間レイ
- イユ - 山本麻里安
- オオハシ - 玄田哲章
- ムデム - 飯塚昭三
- ドネガ - 緒方賢一
- オライアン・スアド博士 - 野島昭生
- リー・イガラシ - 矢尾一樹
- ウリュウ・ヤシロ会長 - 宝亀克寿
- 警察隊長 - 内田大加宏
- ゲリラA - 長谷部浩一
- ゲリラB - 小原雅一
- ゲリラC - 望月健一

## スタッフ
- 企画製作プロデューサー - 菅谷信行
- エグゼクティブプロデューサー - 濱田武雄
- プロデューサー - 近藤知久、濱田雅道、山下暉人、植田文郎
- 企画協力 - 月刊サンデーGX編集部
- 監督 - 冨永恒雄
- 脚本 - 酒井直行
- 絵コンテ - 牧野行洋、川島宏、木村真一郎、冨永恒雄
- 演出 - 山中英治
- キャラクターデザイン - 韮沢靖
- 2Dキャラクターデザイン - 加野晃
- 撮影監督 - 中村訓士
- 色彩監督 - 高木雅人
- 美術監督 - 長尾仁
- 美術設定 - 東厚治
- 音響監督 - 田中英行
- 音楽監督 - 新田美昭
- 音楽助監督 - 菅原保雄
- CG監督 - 田中正一
- CG特殊効果 - 川田有里
- 録音 - 小原吉男
- 効果 - 今野康之
- 特殊効果 - jung-kyun han、hui-sung kim
- 編集 - 西山茂
- 背景 - スタジオキャッツ
- 音楽 - ATP
- 制作 - ギルステイン製作委員会
- 制作協力 - ユニ動画
- 製作 - エーシーシープロダクション製作スタジオ
- 製作協力 - インター・アセット・ジャパン・アニメーション
- 配給 - ギャガ・コミュニケーションズ

## 主題歌
主題歌「Bio Blood Society」
歌 - NICOTINE